# Circuit intégré 7442

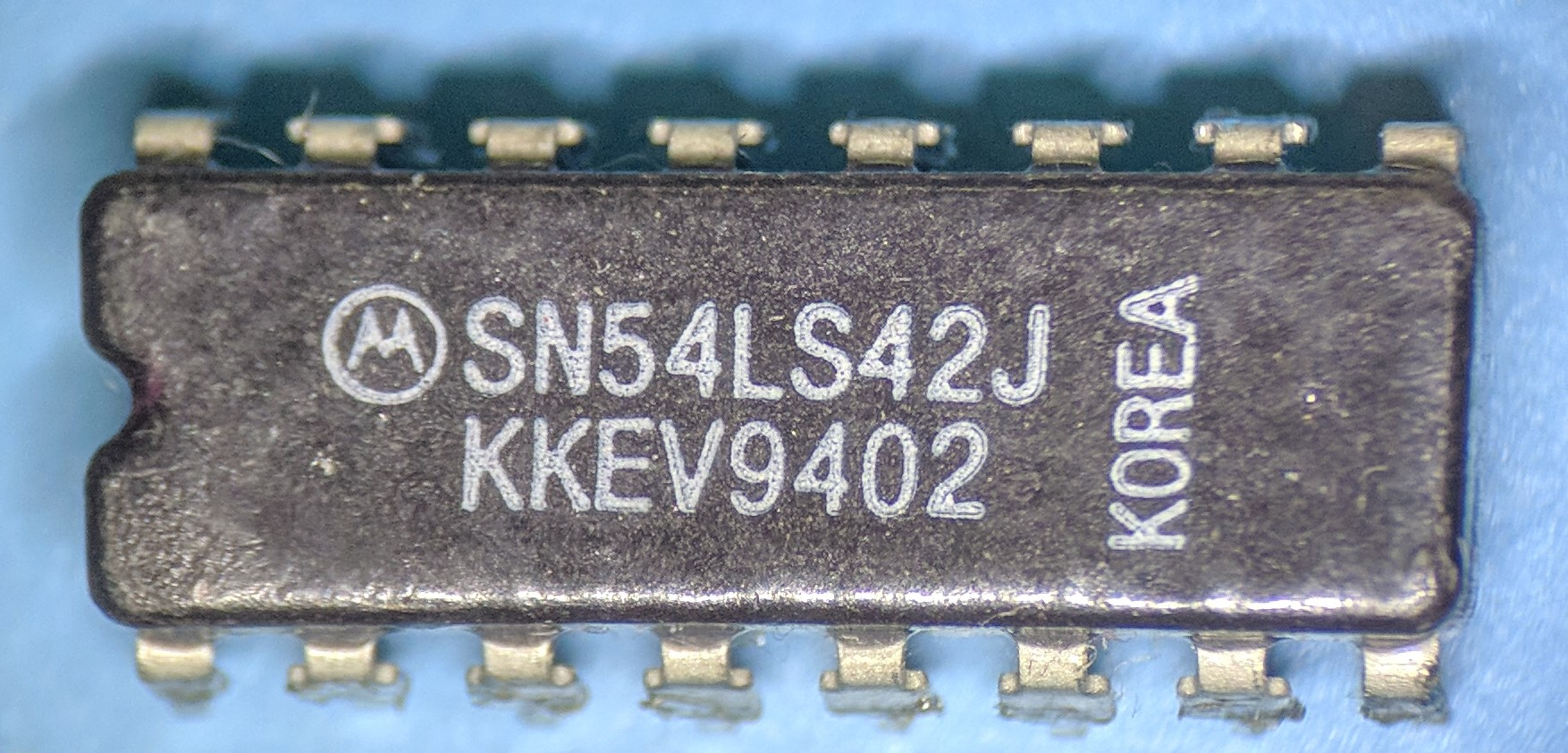
Circuit intégré 7442 (Motorola SN54LS42J)

Die d'un 54LS42

Le circuit intégré 7442 fait partie de la série des circuits intégrés 7400 utilisant la technologie TTL.

Ce circuit est un décodeur BCD vers décimal.

## Table de vérité
| Entrée équivalent décimal | Entrée 4 bits | Entrée 4 bits | Entrée 4 bits | Entrée 4 bits | Sortie | Sortie | Sortie | Sortie | Sortie | Sortie | Sortie | Sortie | Sortie | Sortie |
| Entrée équivalent décimal | D             | C             | B             | A             | 0      | 1      | 2      | 3      | 4      | 5      | 6      | 7      | 8      | 9      |
| ------------------------- | ------------- | ------------- | ------------- | ------------- | ------ | ------ | ------ | ------ | ------ | ------ | ------ | ------ | ------ | ------ |
| 0                         | L             | L             | L             | L             | L      | H      | H      | H      | H      | H      | H      | H      | H      | H      |
| 1                         | L             | L             | L             | H             | H      | L      | H      | H      | H      | H      | H      | H      | H      | H      |
| 2                         | L             | L             | H             | L             | H      | H      | L      | H      | H      | H      | H      | H      | H      | H      |
| 3                         | L             | L             | H             | H             | H      | H      | H      | L      | H      | H      | H      | H      | H      | H      |
| 4                         | L             | H             | L             | L             | H      | H      | H      | H      | L      | H      | H      | H      | H      | H      |
| 5                         | L             | H             | L             | H             | H      | H      | H      | H      | H      | L      | H      | H      | H      | H      |
| 6                         | L             | H             | H             | L             | H      | H      | H      | H      | H      | H      | L      | H      | H      | H      |
| 7                         | L             | H             | H             | H             | H      | H      | H      | H      | H      | H      | H      | L      | H      | H      |
| 8                         | H             | L             | L             | L             | H      | H      | H      | H      | H      | H      | H      | H      | L      | H      |
| 9                         | H             | L             | L             | H             | H      | H      | H      | H      | H      | H      | H      | H      | H      | L      |

À noter que les sorties sont inversées et que les entrées de 10 à 15 sont invalides.